# Florestan (travhäst)
Florestan, född 1971 i Manche i Frankrike, var en fransk varmblodig travhäst. Han tränades av Henri Levesque i Normandie.
Florestan anses vara den franska travhästens mest betydelsefulla avelshingst genom tiderna. Han blev även en av de första franska hingstarna att tillåtas i amerikansk avel.

## Avkommor
Florestans son Quito de Talonay (1982) är bland annat far till Extreme Dream (1992), som i sin tur är morfar till Ready Cash (2005). Efter Ready Cash kommer sedan en generation med bland andra Bold Eagle (2011), Bird Parker (2011), Readly Express (2012) och Face Time Bourbon (2015). Quito de Talonay är även far till stoet Dame Lavec (1995), som är mor till bland andra Lavec Kronos (2005) och Raja Mirchi (2007).
Florestans son Off Gy (1980) är far till Dryade des Bois (1991). Även Florestans son Qlorest du Vivier (1982) är betydelsefull som far till Echo (1992), som i sin tur är far till bland andra Sauveur (2010). Florestans son Robespierre (1983) är morfar till Korean (1998), som lämnat efter sig bland andra Sebastian K. (2006). Florestans son Passionnant (1981) har lämnat efter sig bland andra Bon Conseil (1989), som är far till L'Amiral Mauzun (1999).
Florestan har även lämnat efter sig beydelsefulla ston. Han är far till Cigale (1990), som är mor till Meaulnes du Corta (2000). Han är far till Star Gede (1984) som är mor till Juliano Star (1997), som är far till bland andra Commander Crowe (2003).